# Doreen Elliott
Doreen Elliott (ur. 1908, zm. 1966) – brytyjska narciarka alpejska, brązowa medalistka mistrzostw świata.
Podczas mistrzostw świata w Cortinie d’Ampezzo w 1932 roku wywalczyła brązowy medal w slalomie. Wyprzedziły ją jedynie Rösli Streiff ze Szwajcarii oraz kolejna Brytyjka Audrey Sale-Barker. Dzień wcześniej była jedenasta w zjeździe, co w efekcie dało jej także piąte miejsce w kombinacji alpejskiej. Na rozgrywanych rok później mistrzostwach świata w Innsbrucku w swoim jedynym starcie zajęła 23. miejsce w slalomie.
Była członkinią Ladies' Ski Club.

## Osiągnięcia

### Mistrzostwa świata
| Miejsce | Dzień     | Rok  | Miejscowość       | Konkurencja | Wynik      | Strata     | Zwyciężczyni           |
| ------- | --------- | ---- | ----------------- | ----------- | ---------- | ---------- | ---------------------- |
| 11.     | 4 lutego  | 1932 | Cortina d’Ampezzo | Zjazd       | 7:13,8     | +1:07,2    | Paula Wiesinger        |
| 3.      | 5 lutego  | 1932 | Cortina d’Ampezzo | Slalom      | 2:02,9     | +10,6      | Rösli Streiff          |
| 5.      | 5 lutego  | 1932 | Cortina d’Ampezzo | Kombinacja  | 94,588 pkt | -5,288 pkt | Rösli Streiff          |
| 23.     | 10 lutego | 1933 | Innsbruck         | Slalom      | 2:10,4     | +1:13,0    | Inge Wersin-Lantschner |